# Milo Moiré
Milo Moiré (1983) is een Zwitsers kunstschilder, model en conceptueel en performancekunstenaar.
Moiré gebruikt haar naakte lichaam als kunst.

## Biografie

### Performances
Moiré werd geboren in Zwitserland in 1983. Ze behaalde een master in de psychologie aan de Universiteit van Bern.
Een van haar eerste spraakmakende performances was The Plopegg Painting Performance tijdens Art Cologne van 2014. Ze maakte een actionpainting door vanop een hoogte een met acrylverf gevuld ei uit haar vagina op een wit canvas te persen. Volgens Milo was dit optreden een eerbetoon aan de vrouwelijkheid en de geboorte, aan de schepping van nieuw leven. Later dat jaar deed ze tijdens Art Basel en een jaar eerder in Düsseldorf, The Script System, een performance waarbij ze, enkel gekleed met bril en handtas en beschilderd met de namen van kledingstukken, naakt maar onopgemerkt door de menigte de tram en metro nam. Daarmee wilde ze, geïnspireerd door de scripttheorie uit de cognitieve psychologie, het stereotiep gedrag van de "menselijke automaten" in het dagelijks leven aantonen. In 2015 oogstte Moire veel succes met haar project Nacktselfies waarbij ze zich, bij voorkeur op drukke openbare plaatsen, naakt liet fotograferen door toeristen en voorbijgangers die een selfie namen.
Moiré verklaart te zijn beïnvloed door Alan Moore, Carolee Schneemann, Valie Export, Marina Abramović en Joseph Beuys.
Critici verwijten haar enkel te willen provoceren door te choqueren en munt te willen slaan uit haar pornografische performances die enkel tegen betaling ongecensureerd op haar website te zien zijn. Volgens hen bewijst ze met haar optredens de leegheid en decadentie van de (post)-moderne kunst.

### Protestactie
Op 8 januari 2016 protesteert Milo Moiré met de slogan "respecteer ons, zelfs als we naakt zijn" naakt op de Domplatte van Keulen tegen de massale aanrandingen van jonge vrouwen die daar en in andere Duitse steden op oudejaarsavond van 2015 plaatsvonden. Met deze protestactie verwerft ze internationale bekendheid en wordt ze een symbool van verzet tegen de in West-Europa steeds vaker voorkomende taharrush door migranten en asielzoekers van Noord-Afrikaanse of Arabische afkomst. Hoewel Moiré naar eigen zeggen geen feministe is, roept ze geëmancipeerde vrouwen toch op om zelfbewust door het leven te gaan en hun vrijheid en zelfbeschikkingsrecht te verdedigen.